# Uracantholeptes
Genre
Synonymes
- Gonypernoides Mello-Leitão, 1932

Uracantholeptes est un genre d'opilions laniatores de la famille des Gonyleptidae.

## Distribution
Les espèces de ce genre sont endémiques du Brésil. Elles se rencontrent dans les États de São Paulo et de Rio de Janeiro.

## Liste des espèces
Selon World Catalogue of Opiliones (25/08/2021) :
- Uracantholeptes anomalus (Mello-Leitão, 1922)
- Uracantholeptes damicoi (Soares & Soares, 1945)

## Publication originale
- Mello-Leitão, 1926 : « Notas sobre Opiliones Laniatores sul-americanos. » Revista do Museu Paulista, vol. 14, p. 327–383.